# مقاطعة موري (تينيسي)
مقاطعة موري هي مقاطعة في تينيسي، بلغ عدد سكانها 80٬956  نسمة، في 2010، عاصمتها كولومبيا، تبلغ مساحتها 1٬594 كيلومتر مربع.

## الموقع
تشترك في الحدود مع:
- مقاطعة ويليامسون (تينيسي).

## التقسيمات الإدارية
- كولومبيا.

## أعلام
- جيمس فيليب إيغل
- إسحاق روبرتس هوكينز
- ريتشارد وين
- بيتر سينغلتون ويلكس
- وليام هوكينز بولك